# Episodi di Segni particolari: genio (quarta stagione)
La quarta stagione della serie televisiva Segni particolari: genio è stata trasmessa in anteprima negli Stati Uniti d'America dalla ABC tra il 27 settembre 1989 e il 2 maggio 1990.
| nº | Titolo originale               | Titolo italiano | Prima TV USA      | Prima TV Italia |
| -- | ------------------------------ | --------------- | ----------------- | --------------- |
| 1  | Back to School                 |                 | 27 settembre 1989 |                 |
| 2  | Viki & Eric & Simone & Alex    |                 | 4 ottobre 1989    |                 |
| 3  | The Ring of Darlene M.         |                 | 11 ottobre 1989   |                 |
| 4  | Viki in Love                   |                 | 18 ottobre 1989   |                 |
| 5  | Blunden in Love                |                 | 25 ottobre 1989   |                 |
| 6  | The Bright Stuff (Part 1)      |                 | 1º novembre 1989  |                 |
| 7  | The Bright Stuff (Part 2)      |                 | 8 novembre 1989   |                 |
| 8  | Gotta Dance                    |                 | 15 novembre 1989  |                 |
| 9  | Good Mourning                  |                 | 22 novembre 1989  |                 |
| 10 | Arvid Nose Best                |                 | 29 novembre 1989  |                 |
| 11 | The Devil and Miss T.J.        |                 | 6 dicembre 1989   |                 |
| 12 | Why Ronnie Can't Read          |                 | 13 dicembre 1989  |                 |
| 13 | The Joker Is Wild              |                 | 3 gennaio 1990    |                 |
| 14 | Tough Guys Don't Sew           |                 | 10 gennaio 1990   |                 |
| 15 | Reel Problems                  |                 | 17 gennaio 1990   |                 |
| 16 | Alan Goes Crimson              |                 | 24 gennaio 1990   |                 |
| 17 | From Hair to Eternity (Part 1) |                 | 7 febbraio 1990   |                 |
| 18 | From Hair to Eternity (Part 2) |                 | 14 febbraio 1990  |                 |
| 19 | Recruitment Day                |                 | 21 febbraio 1990  |                 |
| 20 | The Quiet Kid                  |                 | 28 febbraio 1990  |                 |
| 21 | Simone Goes Overboard          |                 | 14 marzo 1990     |                 |
| 22 | Queen, Queen, Queen for a Day  |                 | 21 marzo 1990     |                 |
| 23 | Politics of Love               |                 | 4 aprile 1990     |                 |
| 24 | The Reel Charlie Moore         |                 | 11 aprile 1990    |                 |
| 25 | Cement Hi-Tops                 |                 | 25 aprile 1990    |                 |
| 26 | Teacher's Pet                  |                 | 2 maggio 1990     |                 |